# Communauté rurale de Ndiébel
La communauté rurale de Ndiébel est une communauté rurale du Sénégal située au centre du pays. 
Elle fait partie de l'arrondissement de Sibassor, du département de Kaolack et de la région de Kaolack.